# 白高敦內閣

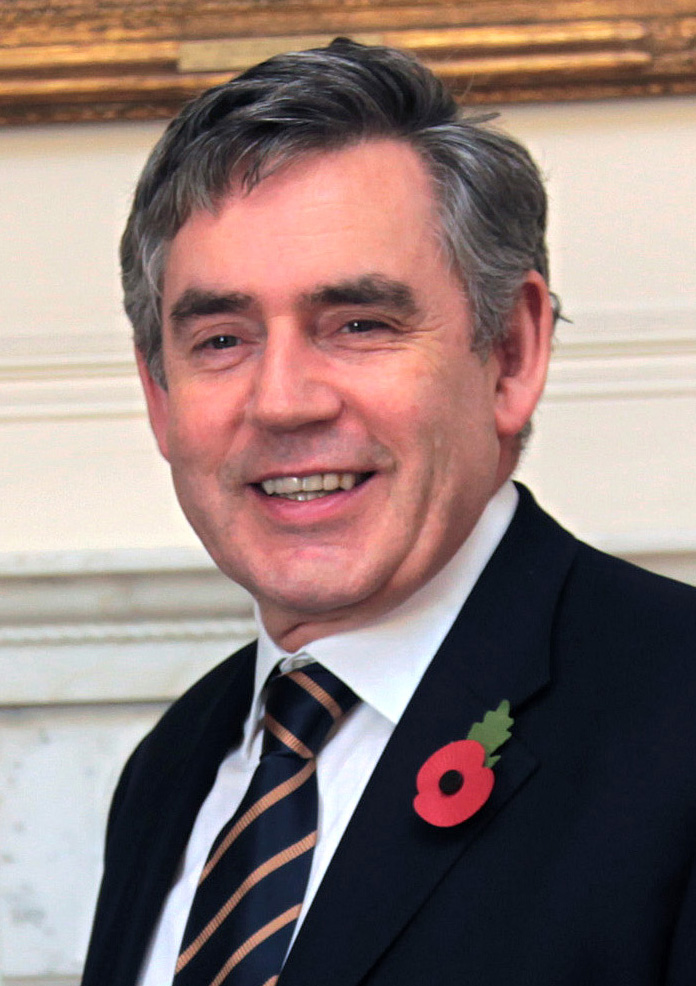
白高敦閣下
英國首相

白高敦在2007年6月27日接替貝理雅出任英國首相，他在6月28日公佈了內閣名單，是為首次組閣；在2009年6月5日，他復對內閣進行大規模改組。

## 第一次白高敦內閣 （2007年6月—2009年6月）
- 白高敦 — 英國首相、第一財政大臣兼公務員事務部長
- 戴理德 — 財政大臣
- 施仲宏 — 司法大臣兼大法官
- 夏雅雯 — 下議院領袖、掌璽大臣兼婦女及平等部長
- 艾嘉蓮女男爵 — 上議院領袖兼樞密院議長
- 文禮彬 — 外交及聯邦事務大臣
- 施卓琪 — 內政大臣
- 彭德 — 國防大臣兼蘇格蘭大臣
- 博雅文 — 兒童、學校及家庭大臣
- 鄧俊安 — 創新大學及技能大臣
- 彭浩禮 — 環境、食物及鄉郊事務大臣
- 莊翰生 — 衛生大臣
- 韓培德 — 就業及退休保障大臣兼威爾斯事務大臣
- 夏敦（英语：John Hutton, Baron Hutton of Furness） — 商業、企業及規管改革大臣
- 艾力生 — 國際發展大臣
- 貝禮高 — 文化媒體及體育大臣
- 簡樂芙 — 運輸大臣
- 貝海珊 — 社區及地方政府大臣
- 禤智輝 — 財政部政務次官兼下院黨鞭
- 伍劭恩 — 北愛爾蘭事務大臣
- 文立彬 — 內閣辦公室部長兼蘭開斯特公爵領地事務大臣
- 貝安德 — 財政部首席秘書

### 變動
- 2008年1月24日：韓培德因醜聞辭職，其原任的就業及退休保障大臣及威爾斯大臣職務分別由文化媒體及體育大臣貝禮高及重返內閣的馬偉輝接任。另外，文化媒體及體育大臣一職由財政部首席秘書貝安德接任，而財政部首席秘書則由原房屋及規劃國務部長顧綺慧上任。
- 2008年10月3日：白高敦改組內閣，文德森入閣任商業、企業及規管改革大臣，被取代的夏敦改任國防大臣，而原國防大臣兼蘇格蘭大臣彭德離開內閣。貝嘉晴出任房屋及規劃部長，不在內閣供職，但可出席內閣會議，被取代的費嘉琳則改以歐洲部長身份出席內閣會議。另外，羅卓雅女男爵入閣任上議院領袖兼樞密院議長，以取代出閣擔任新任歐盟專員的艾嘉蓮女男爵。而原任貿易部長的瓊斯勳爵亦離開內閣，該職不在內閣供職。其他變動包括文立彬出任新設的能源及氣候變化大臣，由白理安接替任內閣辦公室部長兼蘭開斯特公爵領地事務大臣；禤智輝接替離開內閣的簡樂芙任運輸大臣；麥偉俊出任蘇格蘭大臣及麥克納爾蒂轉任就業部長兼倫敦部長等等。

## 第二次白高敦內閣 （2009年6月—2010年5月）
- 白高敦 — 英國首相、第一財政大臣兼公務員事務部部長
- 戴理德 — 財政大臣
- 文禮彬 — 外交及聯邦事務大臣
- 施仲宏 — 司法大臣兼大法官
- 莊翰生 — 內政大臣
- 貝安德 — 衛生大臣
- 文德森勳爵 — 商業創新及技能大臣、第一國務大臣兼樞密院議長
- 彭浩禮 — 環境、食物及鄉郊事務大臣
- 艾力生 — 國際發展大臣
- 艾思和 — 國防大臣
- 夏雅雯 — 下議院領袖、掌璽大臣兼婦女及平等部長
- 鄧俊安 — 社區及地方政府大臣
- 艾德思勳爵 — 運輸大臣
- 博雅文 — 兒童、學校及家庭大臣
- 文立彬 — 能源及氣候變化大臣
- 顧綺慧 — 就業及退休保障大臣
- 伍劭恩 — 北愛爾蘭大臣
- 羅卓雅女男爵 — 上議院領袖兼蘭開斯特公爵領地事務大臣
- 白德生 — 文化媒體及體育大臣
- 白理安 — 財政部首席秘書
- 韓培德 — 威爾斯大臣
- 麥偉俊 — 蘇格蘭大臣
- 蔣黛思 — 內閣辦公室部長、奧運部長兼財政部主計長